# Gekkoninae
Gekkoninae è la più vasta sottofamiglia della famiglia famiglia Gekkonidae, che comprende attualmente 76 generi. I gechi di questa sottofamiglia sono comunemente detti veri gechi.

## Tassonomia
La sottofamiglia Gekkoninae è suddivisa nei seguenti generi:
- Afroedura Loveridge, 1944
- Afrogecko Bauer, Good & Branch, 1997
- Agamura Blanford, 1874
- Ailuronyx Fitzinger, 1843
- Alsophylax  (Fitzinger, 1834)
- Altiphylax
- Blaesodactylus Boettger, 1893
- Bunopus Blanford, 1874
- Calodactylodes Bauer & Günther, 1991
- Chondrodactylus Peters, 1870
- Christinus Wells & Wellington, 1983
- Cnemaspis Strauch, 1842
- Crossobamon Boettger, 1888
- Cryptactites Bauer, Good & Branch, 1997
- Cyrtodactylus Gray, 1827
- Cyrtopodion Fitzinger, 1834
- Dixonius Bauer, Good & Branch, 1997
- Ebenavia Boettger, 1878
- Elasmodactylus
- Geckoella Kluge, 1993
- Geckolepis Grandidier, 1867
- Gehyra Gray, 1834
- Gekko Laurenti, 1768
- Goggia Bauer, Good & Branch, 1997
- Hemidactylus Oken, 1817
- Hemiphyllodactylus Bleeker, 1860
- Heteronotia Wermuth, 1965
- Homopholis Boulenger, 1885
- Lepidodactylus Fitzinger, 1843
- Luperosaurus Gray, 1845
- Lygodactylus Gray, 1864
- Matoatoa Nussbaum et al., 1998
- Mediodactylus
- Microgecko
- Nactus Kluge, 1983
- Narudasia Methuen & Hewitt, 1914
- Pachydactylus Wiegmann, 1834
- Paragehyra Angel, 1929
- Paroedura Günther, 1879
- Perochirus Boulenger, 1885
- Phelsuma Gray, 1828
- Pseudoceramodactylus
- Pseudogekko Taylor, 1922
- Ptenopus Gray
- Ptychozoon Kuhl, 1822
- Rhinogecko
- Rhoptropella
- Rhoptropus Peters
- Stenodactylus Fitzinger, 1826
- Tenuidactylus Fitzinger, 1826
- Tropiocolotes Peters, 1880
- Urocotyledon Kluge, 1983
- Uroplatus Duméril, 1806

### Generi soppressi
I seguenti generi, precedentemente classificati nella sottofamiglia Gekkoninae, sono stati soppressi:
- Elasmodactylus Boulenger, 1894: le due specie Elasmodactylus tetensis e Elasmodactylus tuberculosus sono state trasferite al genere Pachydactylus
- Palmatogeko  : le due specie Palmatogecko rangei e Palmatogecko vanzyli sono state trasferite al genere Pachydactylus[1].
- Platypholis : rinominato in Homopholis Boulenger, 1885
- Teratolepis Günther, 1870: sinonimizzato con Hemidactylus